# Miroslav Škeřík
Miroslav Škeřík (14. října 1924 Kosice, Československo – 11. ledna 2013 Praha, Česko) byl československý basketbalista a reprezentant. Je zařazen na čestné listině zasloužilých mistrů sportu.
Hrál na pozici pivota, byl oporou v klubech ÚDA Praha, Sparta Praha, Slovan Orbis Praha a také v reprezentačním družstvu Československa, za které odehrál 135 utkání v letech 1948-1959. Účastnil se olympijských her 1952 v Helsinkách a pěti Mistrovství Evropy v basketbale, na nichž získal 3× stříbrnou a 1× bronzovou medaili a v roce 1955 byl nejlepším střelcem Mistrovství Evropy s průměrem 19,1 bodu na zápas.
V roce 2001 v anketě Nejlepší český basketbalista 20. století skončil na 10. místě. V roce 2006 byl uveden do Síně slávy České basketbalové federace.

## Sportovní kariéra

### Kluby
- 1950–51, 1953–56 ATK/ÚDA Praha, 3× mistr (1954, 1955, 1956)
- 1951–53 Sparta Praha, 2× vicemistr (1950, 1951)
- 1956–61 Slovan Praha Orbis, 2× mistr (1957, 1959), 1× vicemistr (1958), 1× 3. místo

1. liga basketbalu Československa: celkem 9 medailových umístění

### Reprezentace Československa
- Olympijské hry 1952, Helsinki (9.–16. místo z 23 národních týmů), celkem 16 bodů/3 zápasy
- Mistrovství Evropy celkem 5x: 1951 Paříž (25 bodů/8 zápasů), 1953 Moskva (49/10), 1955 Budapest (191/10), 1957 Sofia (155/10), 1959 Istanbul (41/8), celkem 461 bodů / 46 zápasů
- úspěchy 3x vicemistr Evropy (1951, 1955, 1959), 1x 3. místo (1957), 1x 4. místo (1953), nejlepší střelec celého ME 1955 (19.1 bodu na zápas)